# Церковь Святой крови (Ландсхут)
Церковь Святой крови (нем. Pfarrkirche Heilig Blut) — римско-католическая приходская церковь, расположенная в районе Берг баварского города Ландсхут; каменное здание, расположенное недалеко от замка Траусниц, было построено в XII веке на месте деревянной церкви VIII века. Позднее храм был расширен и 23 апреля 1392 года получил статус приходской церкви. Современное кирпичное готическое здание относится к первой половине XV века.